# 藤田志穂
藤田 志穂（ふじた しほ、1985年5月11日 - ）は日本の実業家、ファッションモデル。千葉県出身。
19歳でギャルでも出来る事を証明する為に「ギャル革命」を掲げて起業し、ギャルの特性を活かしたマーケティングを行う会社「「シホ有限会社G-Revo」」を2005年4月28日に設立した（後に「有限会社SGR」に改称）。 マーケティング事業以外にも、エコやエイズ予防活動などにも積極的に取り組み、2008年12月に社長業を引退後は、SGR
（現：ツインプラネット）より独立し、藤田志穂個人事務所を立ち上げ、若者が食のあり方について考える「ノギャルプロジェクト」を中心に活動、2010年3月に：Office G-Revo株式会社 を設立。

## 来歴
千葉県市川市行徳生まれ。
2004年頃から雑誌に露出するようになった。2005年には“sifow”の名をもち「I 謡（アイウタ）」にて歌手デビュー。さらに「シホ有限会社G-Revo」を設立し、代表取締役社長に就任した。藤田が会社を作ったのは「世の中にいるギャルへのイメージは偏見や差別に満ちていた現実を見返す意味があった」と2017年振り返っている。
2007年には女性アイドルグループ「ギャルル」をプロデュース。翌2008年の12月25日をもってG-Revoの代表取締役を退任。藤田志穂個人事務所「Office G-Revo」 を立ち上げ、その後は食や農業についての活動を中心に取り組んでいる。
2009年には秋田県大潟村の有限会社瑞穂の協力を得てシブヤ米を作るプロジェクトを発起。ツインプラネットの運営で楽天市場にノギャルの食卓を出店しシブヤ米の販売を開始した。
2010年にギャル誌『EDGE STYLE〔エッジスタイル〕』が創刊すると、板橋瑠美、小森純、今泉宏美、椿姫彩菜、きんきら☆きん、桃華絵里、Lie、早川沙世などの面々とともにさっそく誌面に登場している。
2015年4月4日に結婚。2017年10月に第1子出産。2022年9月に離婚。

## 主な出演作品

### テレビ番組
- 太田光の私が総理大臣になったら…秘書田中。 （日本テレビ系、2006年）
- 夢見るタマゴ!熱血浜田塾 （NHK総合、2006年8月17日）
- ディーパラ
- NONFIX - ギャル革命 （フジテレビ、2007年3月）
- 野菜畑でギャル革命〜今、農業がカワイくなる!?〜 （静岡放送制作・TBS系、2009年9月5日）
- 朝まで生テレビ!激論！若者に未来はあるのか！？（2009年10月）

### ラジオ番組
- BATTLE TALK RADIO アクセス TBS RADIO アクセス powerd by ココログ、アクセス特集・宮崎哲弥+藤田志穂+渡辺真理・12月13日
- イマドキッC（コレクション）土曜日 （2007年6月2日 - 2008年3月29日、MBSラジオ）
  - イマドキッ土曜日 （2008年4月5日 - 2009年4月4日、MBSラジオ）
  - もっとイマドキッ （2009年4月12日 - 2010年4月10日、MBSラジオ）
- さくらのブロラジ （2007年6月26日、ラジオ関西） （PODCASTING対応）
- オールナイトニッポン クリエイターズナイト 藤田志穂のオールナイトニッポン （2008年5月9日 - 7月11日、ニッポン放送）
- オールナイトニッポンR （ニッポン放送）
- ラジオアミューズメントパーク

## ディスコグラフィ（sifowとして）

### CDシングル
1. CLOVER （2006年5月17日）
2. LOVE&PEACE （2006年7月26日。日本テレビ系スポんちゅ7月 - 8月度エンディングテーマ）
3. Carat （2007年3月7日）
4. RULE （2007年5月16日）
5. 夏花火 （2007年7月25日）

### CDアルバム
1. CLAЯITY （2006年9月13日）
2. Love Spell （2007年8月15日）

### ミニアルバム
1. &YOU REVOLUTION （2006年2月15日）

### インディーズ

#### シングル
1. I 謡 （アイウタ。 2005年4月17日）
2. マーメィドストーリィ （2005年8月26日）
3. Apple ～青りんご～ （2005年11月11日。限定発売で全額チャリティー寄付）
4. Apple ～赤りんご～ （2005年11月25日。セールスの一部をチャリティー寄付）

#### DVD
1. ☆ギャルでも出来た☆会社の作り方!+I謡PV （2005年7月14日）

## 書籍
1. sifow's GALREVOlog （2005年8月10日、コンビニ限定販売）
2. ギャル革命 （2006年4月17日、講談社、池田ユキオによる漫画化もある） ISBN 4062133954
3. ギャル農業 （2009年10月、中央公論新社） ISBN 9784121503329